# Nemotelus clunipes
Nemotelus clunipes är en tvåvingeart som beskrevs av Lindner 1960. Nemotelus clunipes ingår i släktet Nemotelus, och familjen vapenflugor. Inga underarter finns listade i Catalogue of Life.